# DN26
De DN26 (Drum Național 26 of Nationale weg 26) is een weg in Roemenië. Hij loopt van Galați, bij Bârlad, via Măstăcani naar Murgeni. De weg is 95 kilometer lang.